# 多菲内前阿尔卑斯山脉

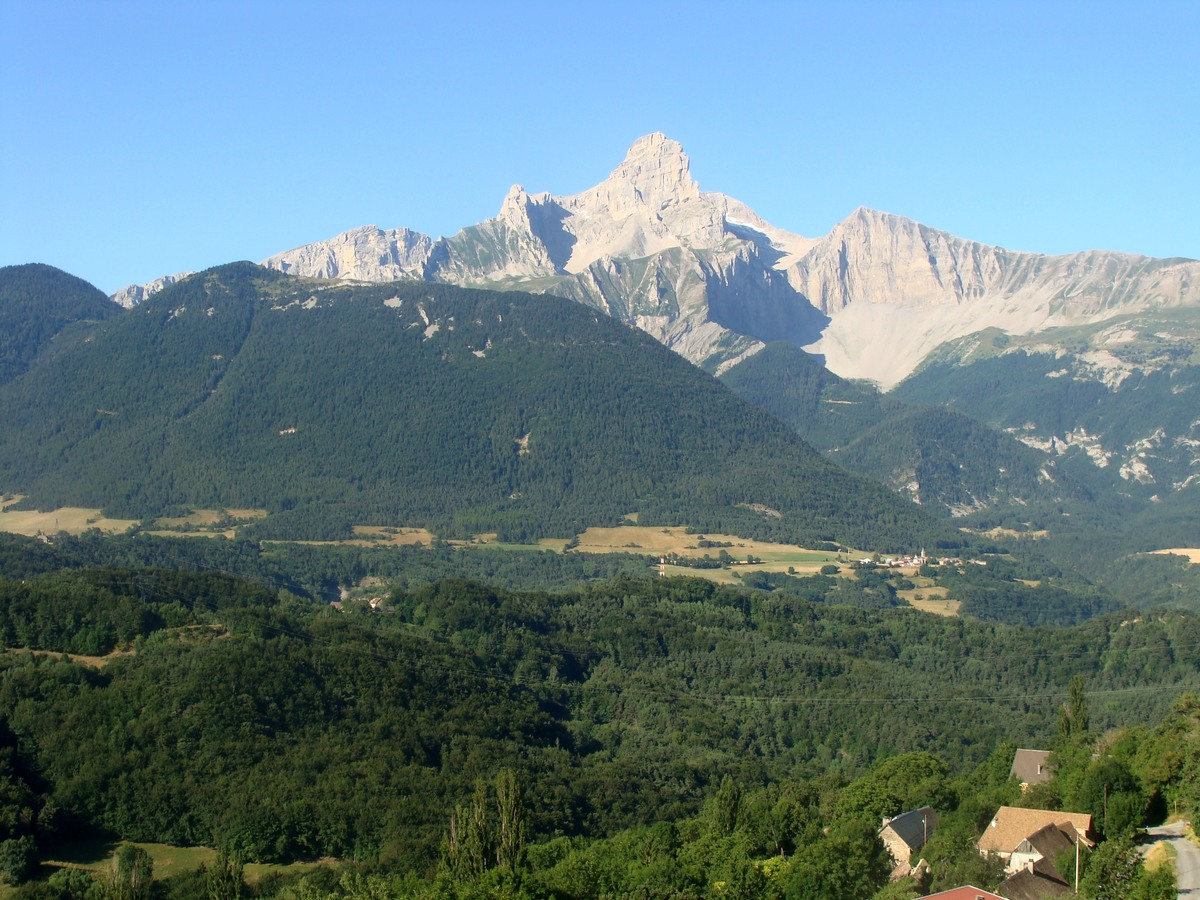

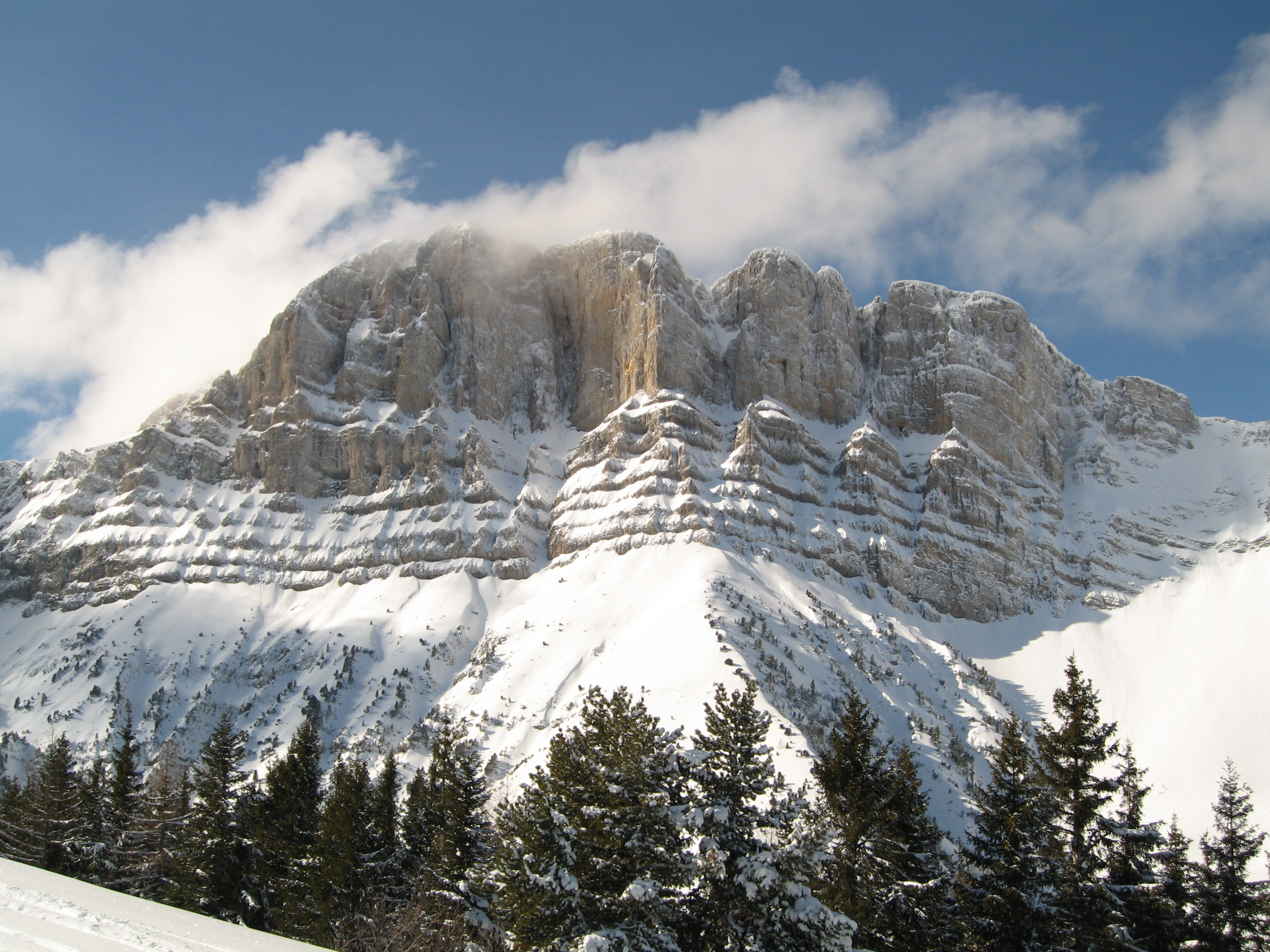

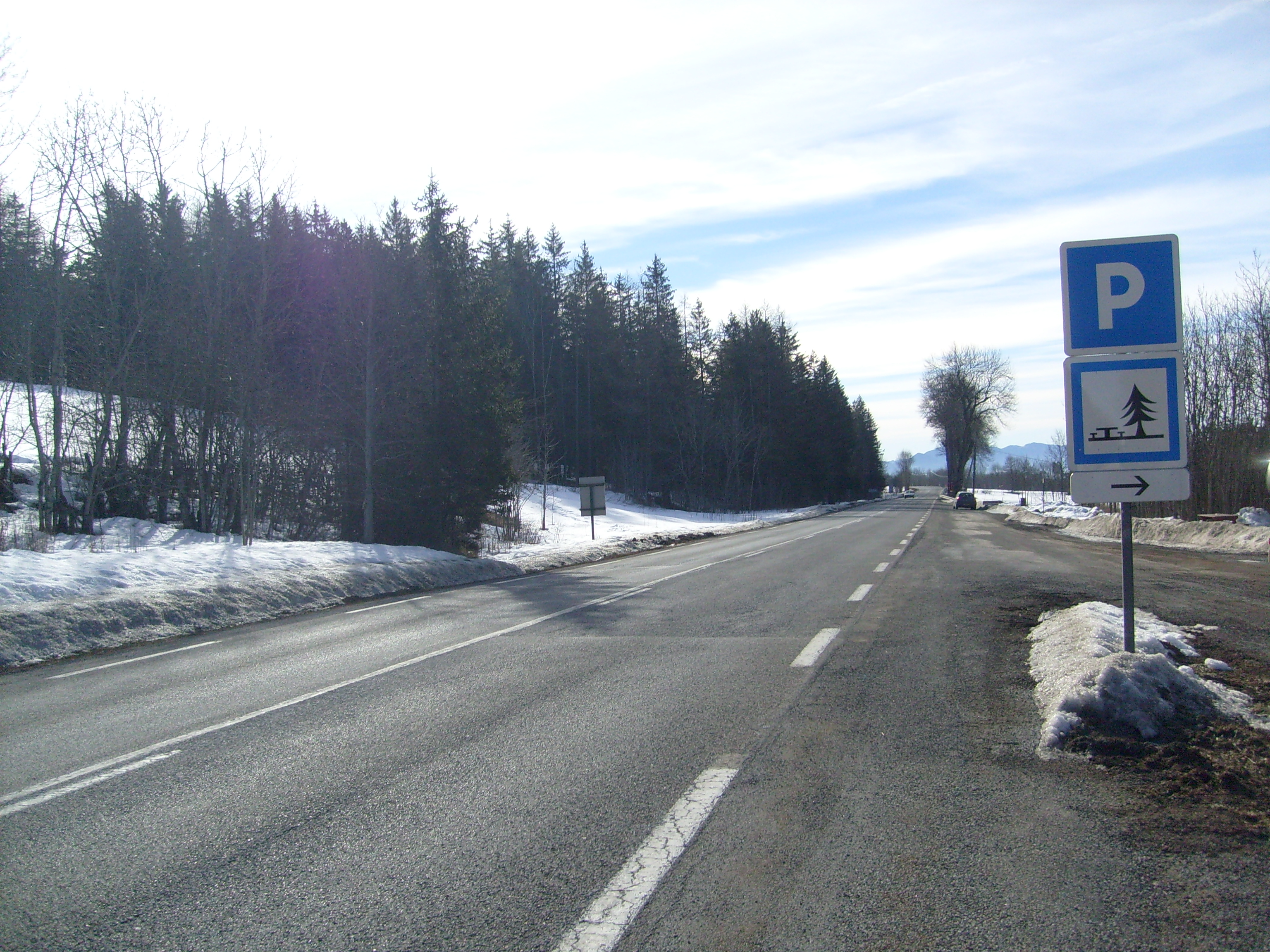

多菲内前阿爾卑斯山脈（法語：Préalpes du Dauphiné）是法國的山脈，橫跨奥弗涅-罗讷-阿尔卑斯大区和普罗旺斯-阿尔卑斯-蓝色海岸大区，最高點海拔高度2,790米，山體由沉積岩組成。